# Catherine Allégret
Catherine Allégret (Neuilly-sur-Seine, 16 aprile 1946) è un'attrice francese.

## Biografia
È figlia dell'attrice Simone Signoret e del regista Yves Allégret, nonché figlia adottiva di Yves Montand. È inoltre l'ex-moglie dell'attore Jean-Pierre Castaldi, nonché madre del conduttore televisivo Benjamin Castaldi. Tra cinema e televisione, ha partecipato, a partire dalla metà degli anni sessanta a circa una sessantina di produzioni. Tra i suoi ruoli più noti, figurano quello di Léone nella serie televisiva Médicins des nuits (1978-1986) e quello di Ginou nella serie televisiva Commissario Navarro (1989-2006).

## Filmografia parziale

### Attrice

#### Cinema
- L'enfer, regia di Henri-Georges Clouzot (1964)
- Vagone letto per assassini (Compartiment tueurs), regia di Costa-Gavras (1965)
- Layton... bambole e karatè (Carré de dames pour un as), regia di Jacques Poitrenaud (1966)
- Quella carogna di Frank Mitraglia (À tout casser), regia di John Berry (1968)
- Il tempo di vivere (Le temps de vivre), regia di Bernard Paul (1969)
- L'assassino colpisce all'alba (Le champignon), regia di Marc Simenon (1970)
- Tre dritti a St. Tropez (Smic Smac Smoc), regia di Claude Lelouch (1970)
- Tempo d'amore (Ça n'arrive qu'aux autres), regia di Nadine Marquand Trintignant (1970)
- Ultimo tango a Parigi, regia di Bernardo Bertolucci (1972)
- Quello che già conosci del sesso e non prendi più sul serio (Sex shop), regia di Claude Berri (1972)
- La mia legge (Les granges brûlées), regia di Jean Chapot (1973)
- Paul and Michelle, regia di Lewis Gilbert (1974)
- Amore e violenza (Le hasard et la violence), regia di Philippe Labro (1974)
- Tre amici, le mogli e (affettuosamente) le altre (Vincent, François, Paul... et les autres), regia di Claude Sautet (1972)
- Bagarre express (La course à l'échalote), regia di Claude Zidi (1975)
- Lieb Vaterland magst ruhig sein, regia di Roland Klick (1976)
- Rose e François (Mords pas, on t'aime), regia di Yves Allégret (1976)
- Chiaro di donna (Clair de femme), regia di Constantin Costa-Gavras (1979)
- Une robe noire pour un tueur), regia di José Giovanni (1981)
- Chanel Solitaire, regia di George Kaczender (1981)
- Josepha, regia di Christopher Frank (1982)
- Le braconnier de Dieu, regia di Jean-Pierre Darras (1983)
- L'orchestre rouge, regia di Jacques Rouffio (1989)
- Mister Frost, regia di Philippe Setbon (1990)
- Mariages!, regia di Valérie Guignabodet (2004)
- La vie en rose, regia di Olivier Dahan (2007)
- Vento di primavera (La Rafle), regia di Roselyne Bosch (2010)
- Fatal, regia di Michaël Youn (2010)
- Overdose, regia di Olivier Marchal (2022)

#### Serie TV
- Café du square – serie TV, 30 episodi (1969)
- Jack – serie TV, episodi 1x8-1x9-1x10 (1975)
- Cinéma 16 (1980)
- Les gaietés de la correctionnelle – serie TV, episodi 2x8 (1981)
- Au bon beurre – serie TV, episodi 1x2 (1981)
- Les dossiers de l'écran (1982)
- L'épingle noire (1982)
- Quelques hommes de bonne volonté (1983)
- Le petit théâtre d'Antenne 2 (1985)
- Médecins de nuit – serie TV, 35 episodi (1978-1986)
- Le petit docteur – serie TV, episodi 1x2 (1986)
- Les enquêtes du commissaire Maigret – serie TV, episodi 1x36-1x73 (1977-1987)
- Les amies de Miami (1988)
- Commissario Navarro (Navarro) – serie TV, 91 episodi (1989-2006)
- Nouvelle Maud – serie TV, 12 episodi (2010-2012)
- Sulle tracce del crimine (Section de recherches) – serie TV, episodi 7x4 (2013)
- Scènes de ménages (2014)
- Capitaine Marleau – serie TV, episodi 1x5 (2016)

#### Televisione
- Un enfant dans la ville, regia di Pierre Sisser (1971)
- Le serment d'Heidelberg, regia di André Farwagi (1981)
- Jeu de quilles, regia di Henri Helman (1983)
- La caravane, regia di Roger Gillioz (1983)
- Nazi Hunter: The Beate Klarsfeld Story, regia di Michael Lindsay-Hogg (1986)
- Ma tu mi vuoi bene?, regia di Marcello Fondato (1992)
- Soleil d'automne, regia di Jacques Ertaud (1992)
- Bob Million, regia di Michaël Perrotta (1997)
- Un admirateur secret, regia di Christian Bonnet (2007)

### Sceneggiatrice
- Jeu de quilles, regia di Henri Helman (1983) - film TV